# La Unión, Huatabampo
La Unión är en ort i Mexiko.   Den ligger i kommunen Huatabampo och delstaten Sonora, i den västra delen av landet, 1 300 km nordväst om huvudstaden Mexico City. La Unión ligger 10 meter över havet och antalet invånare är 5 006.
Terrängen runt La Unión är mycket platt. Runt La Unión är det ganska tätbefolkat, med 67 invånare per kvadratkilometer. Närmaste större samhälle är Huatabampo, 3,4 km väster om La Unión. Trakten runt La Unión består till största delen av jordbruksmark.